# Jewgeni Wiktorowitsch Pljuschtschenko
Jewgeni Wiktorowitsch Pljuschtschenko (russisch Евгений Викторович Плющенко; englische Transkription: Evgeni Victorovich Plushenko; anhörenⓘ; * 3. November 1982 in Dschamku, Rajon Solnetschny, Region Chabarowsk, Russische SFSR, Sowjetunion) ist ein ehemaliger russischer Eiskunstläufer. Er war Olympiasieger 2006 und 2014 (Team), Weltmeister 2001, 2003 und 2004 und Europameister von 2000, 2001, 2003, 2005, 2006, 2010 und 2012.

## Biografie
Pljuschtschenko wurde in der ländlichen Siedlung Dschamku im Rajon Solnetschny, Region Chabarowsk, in Sibirien geboren. Die Familie zog nach Wolgograd, als er drei Jahre alt war.
Pljuschtschenko begann im Alter von vier Jahren mit dem Eiskunstlaufen. Er kam durch seine Mutter, Tatjana Wassiljewna, zu diesem Sport. Als er elf Jahre alt war, wurde die Eisbahn in Wolgograd, auf der er damals trainierte, geschlossen. So zog er nach Sankt Petersburg um. Seine Mutter folgte ihm ein Jahr später, während sein Vater Wiktor, von Beruf Tischler, und seine Schwester Jelena in Wolgograd blieben.

### Eiskunstlaufkarriere
Seit dem Umzug nach Sankt Petersburg wurde Pljuschtschenko von Alexei Mischin im Jubileiny-Sportkomplex trainiert und startete für den 'Jubileiny Sport-Club'. Zu Beginn seiner Karriere trainierte er in einer Gruppe mit dem Olympiasieger von 1994 Alexei Urmanow und dem Olympiasieger von 2002 Alexei Jagudin, der später, insbesondere nachdem Jagudin zu Trainerin Tatjana Tarassowa wechselte, zu Pljuschtschenkos schärfstem Konkurrenten wurde. Diese Konkurrenzsituation setzte sich nach Jagudins verletzungsbedingtem Karriereende fort. Einer der schärfsten Konkurrenten Pljuschtschenkos, Brian Joubert aus Frankreich, wurde in der Saison 2003/2004 von Jagudin beraten.

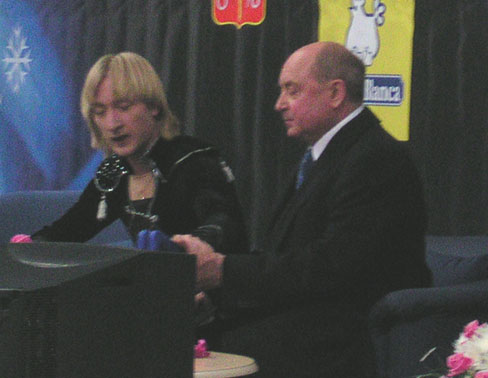
Pljuschtschenko mit seinem Trainer Alexei Mischin während der Russischen Meisterschaften 2004

Im Alter von vierzehn Jahren gewann Pljuschtschenko 1997 die Juniorenweltmeisterschaft. Im Jahr darauf debütierte er bei den Europa- und Weltmeisterschaften der Senioren und erreichte beide Male auf Anhieb das Podium. Bei der Europameisterschaft in Mailand wurde er Vize-Europameister hinter Alexei Jagudin, bei der Weltmeisterschaft in Minneapolis gewann er die Bronzemedaille hinter Jagudin und dem US-Amerikaner Todd Eldredge.
In das Jahr 1999 ging Pljuschtschenko erstmals als russischer Meister. Sowohl bei der Europameisterschaft in Prag als auch bei der Weltmeisterschaft in Helsinki gewann er die Silbermedaille hinter Alexei Jagudin.
Die Saison 1999/2000 begann für Pljuschtschenko sehr erfolgreich: Er gewann alle drei Grand-Prix-Wettbewerbe, bei denen er antrat, und erstmals auch das Grand-Prix-Finale. Jagudin hatte allerdings verletzungsbedingt absagen müssen. Als amtierender russischer Meister wurde Pljuschtschenko 2000 in Wien erstmals Europameister (sein Rivale Jagudin wurde Zweiter).
Bei der Weltmeisterschaft errang er den vierten Platz. Diesen Makel konnte er in der darauffolgenden Saison wettmachen. Er siegte bei allen Turnieren, an denen er teilnahm. Erneut gewann er alle drei Grand-Prix-Wettbewerbe sowie das Grand-Prix-Finale. Zum dritten Mal in Folge wurde er russischer Meister und verteidigte in Bratislava seinen Europameisterschaftstitel vor Alexei Jagudin. Diesmal aber gelang ihm in Vancouver auch der Gewinn der Weltmeisterschaft. Souverän, mit Siegen in der Qualifikation, dem Kurzprogramm und der Kür, verwies er Jagudin erneut auf den zweiten Platz.
Die Saison 2001/02 begann für Pljuschtschenko mit Siegen bei seinen beiden Grand-Prix-Wettbewerben. Er unterlag jedoch Jagudin im Grand-Prix-Finale. In Abwesenheit Jagudins wurde er zum vierten Mal in Folge russischer Meister und ging so in das olympische Jahr 2002.
Bei den Olympischen Spielen 2002 in Salt Lake City galten Pljuschtschenko und Jagudin als Favoriten. Nachdem Pljuschtschenko im Kurzprogramm gestürzt war und Jagudin zwei überragende Programme gezeigt hatte, musste sich Pljuschtschenko allerdings mit der Silbermedaille begnügen. Alexei Jagudin trat nach seinem Olympiasieg zurück.
Nach Jagudins Rücktritt gewann Pljuschtschenko fast alle Wettkämpfe, die er bestritt. In der Saison 2002/03 gewann er zum vierten Mal in Folge den Cup of Russia und den Bofrost Cup und siegte zum dritten Mal in seiner Karriere beim Grand-Prix-Finale. Er wurde 2003 in Malmö zum dritten Mal Europameister und in Washington zum zweiten Mal Weltmeister.
In der Saison 2003/04 gewann Pljuschtschenko alle drei Grand-Prix-Wettbewerbe, an denen er teilnahm, unterlag beim Grand-Prix-Finale jedoch überraschend dem Kanadier Emanuel Sandhu. Bei der Europameisterschaft in Budapest musste er sich Brian Joubert geschlagen geben. Davon unbeeindruckt gewann Pljuschtschenko wenig später in Dortmund seinen dritten Weltmeisterschaftstitel.
Im Dezember 2004 siegte er zum vierten Mal beim Grand-Prix-Finale. Bei der Europameisterschaft in Turin 2005 holte er sich seinen Titel von Brian Joubert zurück, allerdings knapp. Bei der Weltmeisterschaft in Moskau musste er aufgrund einer Knieverletzung aufgeben und ließ sich anschließend in München operieren. Er wurde 2006 in Lyon Europameister und ging so als klarer Favorit zu den Olympischen Spielen in Turin. Dort gewann er überragend die Goldmedaille. Bereits nach dem Kurzprogramm hatte er einen Vorsprung von zehn Punkten vor dem Zweitplatzierten Johnny Weir, indem er eine neue Weltbestmarke von 90,66 Punkten aufstellte, gleiches gelang ihm mit 167,67 Punkten in der Kür. Am Ende gewann er mit fast 30 Punkten Vorsprung auf den Zweitplatzierten Stéphane Lambiel. Seine Kürmusik war vom Violinisten Edvin Marton speziell für ihn arrangiert worden.

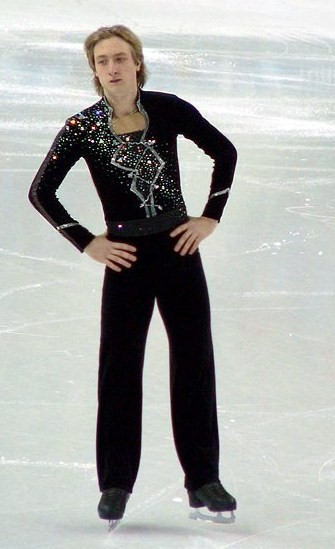
Pljuschtschenko bei der Europameisterschaft 2005

Nach den Olympischen Spielen legte Pljuschtschenko eine Wettkampfpause ein und lief nur einige Shows, wurde allerdings noch kein Profi um sich weiterhin alle Zukunftsmöglichkeiten offenzuhalten. 2006 moderierte er „Swjosdy na ldu“ (russ. Звёзды на льду, eine in Russland sehr erfolgreiche Stars-on-Ice-Kopie des Perwy kanal).
Während einer Pressekonferenz im Februar 2007 gab Pljuschtschenkos Trainer bekannt, dass dieser wieder trainiere und in der Saison 2008/09 vorhabe wieder als Amateur aufzutreten. Zitat Pljuschtschenko: „Ich will, dass das russische Eislaufen auf einem tauglichen Niveau bleibt und könnte eine Brücke zu den jungen Läufern schlagen.“ Zuvor unterzog er sich mehreren Knieoperationen in Deutschland.
Aufgrund gesundheitlicher Probleme verschob sich sein Comeback jedoch immer weiter und er trat erst in der olympischen Saison 2009/10 wieder auf die internationale Eislaufbühne. Bei seinem ersten Wettbewerb, dem Cup of Russia, gewann er überlegen die Goldmedaille, die insgesamt achte für ihn bei diesem Wettbewerb. Auch zum achten Mal wurde er russischer Meister. Bei der Europameisterschaft 2010 in Tallinn stellte er am 20. Januar 2010 im Kurzprogramm mit 91,30 Punkten einen neuen Weltrekord auf. Tags darauf gewann er überlegen den EM-Titel vor Stéphane Lambiel, der ebenfalls sein erfolgreiches Comeback auf der internationalen Bühne feierte. Pljuschtschenko galt nun als großer Favorit für die Olympischen Winterspiele 2010 in Vancouver. Nach dem Kurzprogramm in Führung liegend, belegte er nach der abschließenden Kür den zweiten Platz, hinter Olympiasieger Evan Lysacek aus den USA und vor dem Bronzemedaillengewinner Daisuke Takahashi aus Japan.
Dieses Ergebnis führte zu einer Kontroversen. Pljuschtschenko und die russische Öffentlichkeit fühlten sich um den Sieg betrogen. Evan Lysacek hatte keinen Vierfachsprung gezeigt und Pljuschtschenko war der Meinung, dass man ohne einen Vierfachsprung nicht Olympiasieger werden sollte: „Ich denke, wir müssen das Bewertungssystem ändern – ein Vierfachsprung ist ein Vierfachsprung. Wenn ein Olympiasieger keinen Vierfachsprung zeigt, ich weiß nicht…“. Schon vor seiner Kür hatte Pljuschtschenko gesagt: „Ohne einen Vierfachen ist es nicht Herren-Eiskunstlauf. Ich werde auf jeden Fall einen Vierfachen zeigen. Ich glaube, dass Vierfachsprünge die Zukunft des Eiskunstlaufens sind. Der Vierfachsprung ist nötig, das ist meine Meinung.“ Pljuschtschenko ließ seinen Worten Taten folgen und zeigte den Vierfachsprung in seiner Kür in einer Vierfach-Toeloop-Dreifach-Toeloop-Kombination. Er ließ allerdings einen geplanten Doppel-Rittberger in einer Kombination aus und landete die meisten seiner Sprünge nicht so perfekt, wie es Lysacek getan hatte. Trotz seines Vierfachsprungs bekam Pljuschtschenko eine niedrigere Bewertung als Lysacek in den technischen Elementen. Pljuschtschenko sagte gegenüber einer russischen Zeitung, dass im Kurzprogramm drei Wertungsrichter ihn bezüglich seiner Eiskunstlauffähigkeiten auf die Plätze 21 und 22 gesetzt hatten, der Computer alle drei wertete und dafür Wertungsrichter, die Pljuschtschenko auf Platz 1 gesetzt hatten, aus der Wertung eliminierte. „Wenn das der Weg ist, wie die Wertungen der Punktrichter vergeben werden, dann kannst du gewinnen und genauso gut verlieren. Versteht mich nicht falsch, ich möchte nicht die neuen Regeln kritisieren, sie sind nicht schlecht, aber sie brauchen weitere Verbesserungen.“
Pljuschtschenko zeigte sich außerdem verärgert über den russischen Eiskunstlaufverband, dieser würde nicht genug für seine Athleten einstehen. „Nach dem Kurzprogramm hätte ich mindestens fünf Punkte Vorsprung vor den anderen haben müssen. Am Ende waren es nur 0,55 Punkte und unser Verband reagiert überhaupt nicht.“
Paarlauflegende Irina Rodnina bemerkte, obwohl sie gehofft habe Pljuschtschenko würde gewinnen, hatte er viele kleine Fehler in seiner Kür und ließ die Leidenschaft vermissen, die er in Turin vier Jahre zuvor noch gezeigt hatte.
Pljuschtschenko bekam dagegen Unterstützung von Elvis Stojko und den Trainern Reinhard E. Ketterer, Tatjana Tarassowa und Halyna Smijewska.
Bei der ISU-Konferenz im Juni wurde der Basiswert für Vierfachsprünge leicht erhöht.
Pljuschtschenko sagte die Teilnahme an der Weltmeisterschaft ab und gab als neues Ziel die Teilnahme an den Olympischen Spielen in Sotschi an.
Erstmals wieder in Erscheinung bei Wettkämpfen trat Pljuschtschenko 2012 bei den russischen Meisterschaften. Er gewann in Saransk seinen insgesamt neunten Meistertitel. Kurz darauf gewann er die Goldmedaille bei der Europameisterschaft in Sheffield. Es war sein siebter Europameisterschaftstitel.
Der Versuch, dies im Jahre 2013 zu wiederholen, scheiterte: Bei der Europameisterschaft in Zagreb, zu der er mit starken Rückenschmerzen antrat, lag er nach dem Kurzprogramm, bei dem ihm mehrere Elemente misslangen, nur auf dem sechsten Platz und gab auf.
Die nachfolgende Weltmeisterschaft in London (Kanada) ließ er aus, um sich von einer Bandscheiben-Operation in Israel zu erholen, und trat erst wieder im November bei einem internationalen Wettbewerb in Riga an, bei dem er mit neuer persönlicher Bestleistung überlegener Sieger wurde. Seit der Operation hat er eine künstliche Bandscheibe.
Bei den Olympischen Winterspielen 2014 in Sotschi gewann er bei dem erstmals ausgetragenen Teamwettbewerb mit Russland die Goldmedaille. Im Einzelwettbewerb konnte er kurzfristig nicht antreten, da er sich beim Einlaufen für das Kurzprogramm wieder eine Rückenverletzung zuzog. Anschließend erklärte er sein Karriereende.

### Trainerkarriere
Seit 2017 betätigt sich Pljuschtschenko als Trainer, wo er unter anderem die russische Einzelläuferinnen Serafima Sachanowitsch und Anastassija Tarakanowa betreut.

### Technik, Stil und besondere Leistungen
Pljuschtschenko war der erste und ist einer der wenigen männlichen Eiskunstläufer, dem die Durchführung der Biellmann-Pirouette gelang.
Pljuschtschenko sprang bei der NHK Trophy 1999 als erster Eiskunstläufer im Wettbewerb die Kombination Vierfach-Toeloop-Dreifach-Toeloop-Doppel-Rittberger (4-3-2). Seitdem landete er diese Kombination 26 Mal. Er ist außerdem der erste Eiskunstläufer, der eine Vierfach-Toeloop-Dreifach-Toeloop-Dreifach-Rittberger-Kombination (4-3-3) im Wettbewerb zeigte; er tat dies viermal. Auch zeigte Pljuschtschenko 2005 zum ersten Mal eine Dreifach-Toeloop-Dreifach-Toeloop-Dreifach-Rittberger-Doppel-Rittberger-Kombination (3-3-3-2). Beim Schaulaufen einer Europameisterschaft zeigte er eine Kombination mit sechs Sprüngen (3-3-2-2-2-2) und bei der Weltmeisterschaft 2001 eine Kombination mit vier Sprüngen (Vierfach-Toeloop-Dreifach-Toeloop-Doppel-Rittberger-Doppel-Rittberger). Pljuschtschenko sprang regelmäßig konstante vierfache Toeloops im Wettbewerb und hat 2004 in Samara auch einen vierfachen Salchow gestanden. Im Training schaffte er es als einer von wenigen Eiskunstläufern, einen vierfachen Rittberger und einen vierfachen Lutz zu springen.
Mit 16 Jahren war Pljuschtschenko der jüngste männliche Eiskunstläufer, der die Höchstnote 6,0 bekommen hat. Insgesamt bekam er 75 Höchstnoten, bis das alte Bewertungssystem abgeschafft wurde.
Jewgeni Pljuschtschenko ist neben Gillis Grafström der einzige Eiskunstläufer, der mindestens drei Medaillen in der Herrenkonkurrenz bei Olympischen Spielen gewinnen konnte. Grafström hatte es im Zeitraum von 1920 bis 1932 gar auf vier Medaillen gebracht.

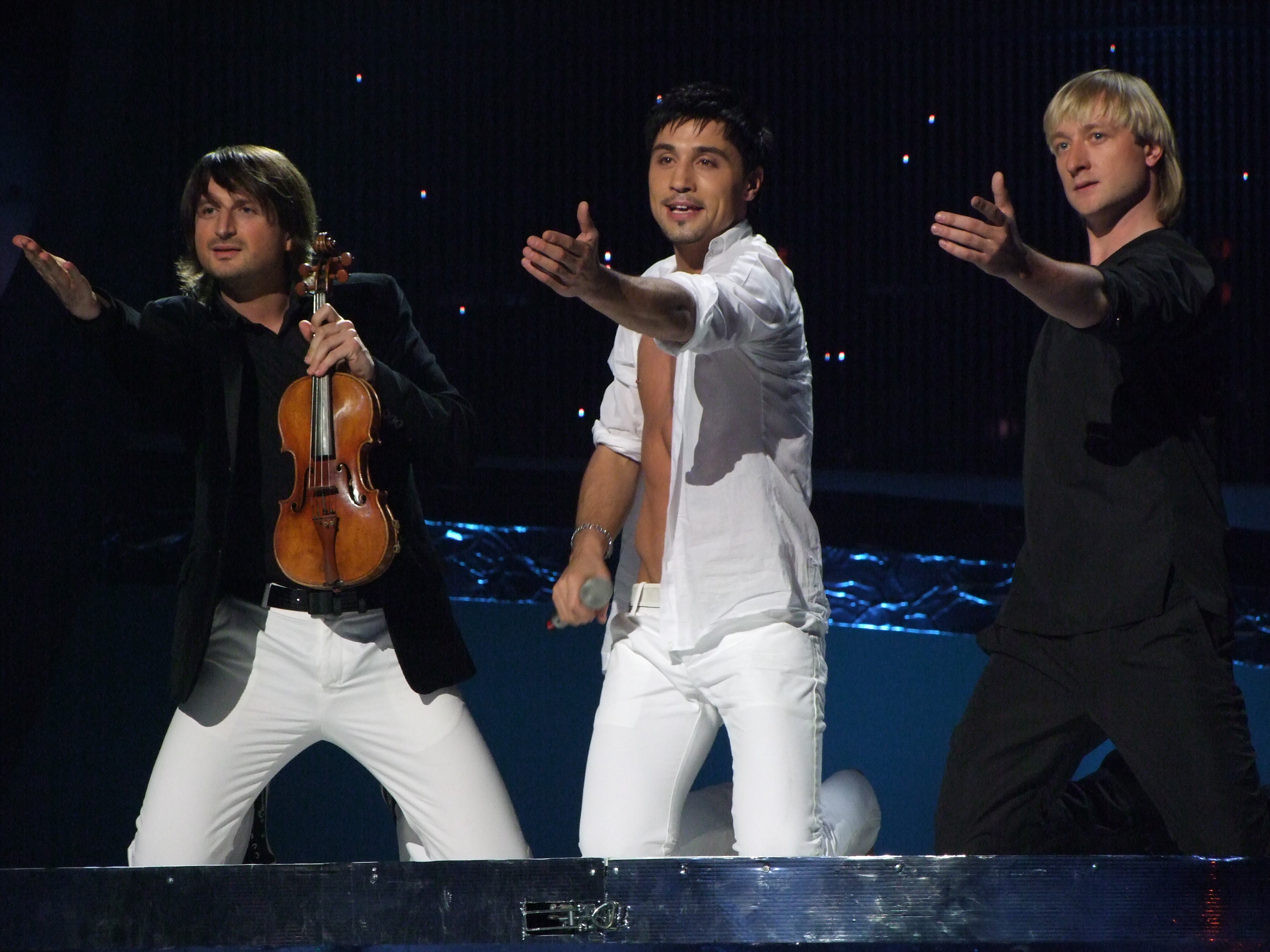
Pljuschtschenko gemeinsam mit dem ungarischen Violinisten Edvin Marton und Dima Bilan im Halbfinale des Eurovision Song Contest 2008

### Eurovision Song Contest 2008
2008 stand Pljuschtschenko Dima Bilan bei dessen Sieg beim Eurovision Song Contest in Belgrad zur Seite, indem er auf einer Kunsteis-Platte die Performance des russischen Kandidaten unterstützte.

### Ausbildung
Pljuschtschenko lernte seit 1994 an der Kinder- und Jugendsportschule für Eiskunstlauf Sankt Petersburg und machte 1998 seinen Oberschulabschluss. Von 2000 bis 2005 studierte er an der russischen Staatsuniversität für Körperkultur, Sport und Gesundheit „P.F. Lesgaft“ in Sankt Petersburg. Seit 2004 ist er externer Student an der Fakultät für Tourismus und Hotelmanagement der Staatlichen Universität für Ingenieur- und Wirtschaftswissenschaften Sankt Petersburg.

### Privatleben
Pljuschtschenko ist (als Mitglied des Zentralen Armeesportklubs) Oberleutnant der russischen Armee.
Am 18. Juni 2005 heiratete er die damals 20-jährige Marija Jermak. Seine Frau studierte Soziologie an der Universität in St. Petersburg. Ihr gemeinsamer Sohn Jegor (ursprünglich Kristian) Jewgenjewitsch Pljuschtschenko wurde am 15. Juni 2006 geboren. Die Ehe wurde allerdings bereits im Februar 2008 wieder geschieden und der Vater musste nach heftigem gerichtlichem Streit akzeptieren, dass sein Sohn zukünftig den Familiennamen der Mutter trägt.
Am 12. September 2009 heiratete Pljuschtschenko die Produzentin von Dima Bilan Jana Rudkowskaja (* 1975). Am 6. Januar 2013 wurde beider Sohn Alexander geboren. Rudkowskaja hat aus einer früheren Ehe schon einen Sohn und einen Adoptivsohn.

### Sonstiges
Pljuschtschenko wurde im März 2007 für die Partei Gerechtes Russland in die Gesetzgebende Versammlung (Parlament) von Sankt Petersburg gewählt. Er geriet in die Kritik, da er nur an 11 von 123 Sitzungen anwesend war. Andererseits gab es Unstimmigkeiten mit der Parteiführung. Am 1. Dezember 2011 gab er bekannt, seinen Sitz aufgeben zu wollen.

## Ergebnisse

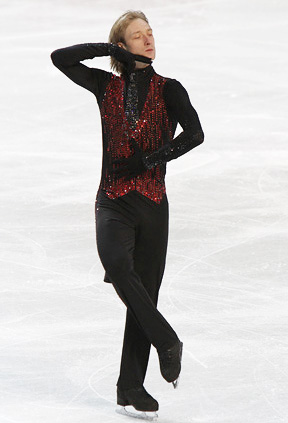
Pljuschtschenko bei der Europameisterschaft 2010

| Meisterschaft / Jahr           | 1996  | 1997  | 1998  | 1999  | 2000  | 2001  | 2002  | 2003  | 2004  | 2005  | 2006  | 2010  | 2012  | 2013  | 2014      |
| ------------------------------ | ----- | ----- | ----- | ----- | ----- | ----- | ----- | ----- | ----- | ----- | ----- | ----- | ----- | ----- | --------- |
| Olympische Winterspiele        |       |       |       |       |       |       | 2.    |       |       |       | 1.    | 2.    |       |       | Z 1. Team |
| Weltmeisterschaften            |       |       | 3.    | 2.    | 4.    | 1.    |       | 1.    | 1.    | Z     |       |       |       | Z     |           |
| Europameisterschaften          |       |       | 2.    | 2.    | 1.    | 1.    |       | 1.    | 2.    | 1.    | 1.    | 1.    | 1.    | Z     |           |
| Juniorenweltmeisterschaften    | 6.    | 1.    |       |       |       |       |       |       |       |       |       |       |       |       |           |
| Russische Meisterschaften      | 6.    | 4.    | 3.    | 1.    | 1.    | 1.    | 1.    |       | 1.    | 1.    | 1.    | 1.    | 1.    | 1.    | 2.        |
| -                              |       |       |       |       |       |       |       |       |       |       |       |       |       |       |           |
| Grand-Prix-Wettbewerb / Saison | 95/96 | 96/97 | 97/98 | 98/99 | 99/00 | 00/01 | 01/02 | 02/03 | 03/04 | 04/05 | 05/06 | 09/10 | 11/12 | 12/13 | 13/14     |
| Grand-Prix-Finale              |       |       | 5.    | 3.    | 1.    | 1.    | 2.    | 1.    | 2.    | 1.    |       |       |       |       |           |
| Skate America                  |       |       | 2.    |       |       |       |       |       |       |       |       |       |       |       |           |
| Skate Canada                   |       |       |       | 1.    |       |       |       |       | 1.    |       |       |       |       |       |           |
| Bofrost Cup                    |       |       |       |       | 1.    | 1.    | 1.    | 1.    |       |       |       |       |       |       |           |
| Trophée Lalique                |       |       |       |       |       |       |       |       | 1.    |       |       |       |       |       |           |
| Cup of Russia                  |       | 4.    | 2.    | 2.    | 1.    | 1.    | 1.    | 1.    | 1.    | 1.    | 1.    | 1.    |       |       |           |
| NHK Trophy                     |       |       |       | 1.    | 1.    | 1.    |       |       |       |       |       |       |       |       |           |

- Pljuschtschenko nahm nicht an den Saisons 2006/07, 2007/08, 2008/09 und 2010/11 teil
- Z = Zurückgezogen